# Batalla de Banyo
En la batalla de Banyo (Banjo, en alemany), les forces britàniques van assetjar a les forces alemanyes atrinxerades en la muntanya de Banyo entre el 4 i 6 de novembre de 1915, durant la campanya de Kamerun de la Primera Guerra Mundial.
El 6 de novembre, gran part de la força alemanya havia desertat, mentre que la resta es va rendir. La batalla va finalitzar amb la victòria dels Aliats i la ruptura de la resistència alemanya al nord de Kamerun.

## Antecedents
Després de l'esclat de la guerra entre Gran Bretanya i Alemanya a l'estiu de 1914, les forces britàniques de Nigèria van llançar un atac als forts alemanys de Garoua, al nord de Kamerun. Al no poder prendre les fortaleses i després de patir moltes baixes en la primera batalla de Garoua, les forces britàniques de les regions frontereres van adoptar una estratègia defensiva.
El comandant alemany de Garoua, Von Crailsheim, va guanyar confiança i va realitzar una incursió a la frontera, però va ser rebutjada en la batalla de Gurin, a l'abril de 1915.
Després de la derrota alemanya, el capità Adolf Schipper va portar als soldats alemanys ferits a la fortalesa de Banyo, al sud. L'atac alemany va estimular les represàlies del comandant de les forces britàniques de la zona, el coronel Frederick Hugh Cunliffe, que no va parar fins a capturar els forts de Garoua en la segona batalla de Garoua.
El juliol, Cunliffe va guanyar la batalla de Ngaoundéré. Però a causa de les fortes pluges, Cunliffe va optar per a prendre part en el setge de Mora en comptes de fer un avanç cap al sud, cap a la base alemanya de Yaoundé.
Amb la millora de les condicions climàtiques, Cunliffe va reprendre el seu avanç cap al sud a l'octubre. El 22 d'octubre, la ciutat de Bamenda va ser ocupada per les forces de Cunliffe. Forces britàniques van ocupar el llogaret de Banyo el 24 d'octubre. El 3 de novembre, la columna britànica va ocupar la ciutat de Tibati, aproximadament a 90 km al sud-oest de Ngaoundéré.
La fortalesa alemanya estava en un turó prop de la ciutat de Banyo, prop de la frontera amb Nigèria i va ser l'últim reducte alemany al nord de Kamerun que s'interposava entre Cunliffe i Yaoundé. La fortalesa estava situada damunt d'una muntanya amb pendents pronunciats amb un cim relativament pla. Una sèrie de roques es trobaven en els vessants de la muntanya. En la preparació per a la batalla, les forces alemanyes van construir aproximadament 300 sangars entre aquestes roques i van construir nombroses trinxeres en els vessants del turó.
Sota el comandament del capità Adolff Schipper, el fort es va preparar per a un llarg setge, com els de Mora i Garoua. Abans de la batalla, la guarnició havia preparat el cim de la muntanya per al cultiu agrícola.
A l'octubre de 1915, el fort va ser protegit per 23 oficials europeus i aproximadament 200 àscaris nadius.

## Batalla
Encara que les forces britàniques havien ocupat la ciutat de Banyo a finals d'octubre, la lluita no va començar fins que es va fer un intent de capturar la fortalesa.
Durant el matí del 4 de novembre, una companyia britànica al comandament del capità Bowyer-Smith va llançar un assalt a les defenses alemanyes amb el suport de tres peces d'artilleria. Gràcies a una densa boira, la força britànica va poder sorprendre als defensors alemanys. Durant el combat que va seguir, Bowyer-Smith va morir en combat prop del cim juntament amb altres persones de la seva companyia que finalment es va retirar de la muntanya. En aquella mateixa nit, cinc companyies britàniques van intentar un altre assalt al turó. Els alemanys van poder mantenir a ratlla als atacans llançant dinamita a la infanteria que s'apropava.
El 5 de novembre, les forces britàniques van romandre posicionades en els vessants del turó, a uns 100 metres del cim. En aquest moment les tres peces d'artilleria britànica van començar a quedar-se sense municions, però van arribar més tropes i es va decidir fer un altre assalt a la fortalesa. En la nit del 5 de novembre, durant una tempesta elèctrica, va començar l'atac final. Quan les tropes britàniques finalment van arribar al cim es va iniciar la lluita cos a cos, i ambdós bàndols van partir moltes baixes. Durant la batalla, gran part de la guarnició alemanya va desertar i els que es van quedar es van rendir al matí del 6 de novembre de 1914.
El comandant alemany, el capità Adolf Schipper, va morir durant la batalla juntament amb 27 soldats alemanys. Les pèrdues britàniques van ser al voltant de 50 morts.

## Conseqüències
Després de la batalla, les forces britàniques van poder capturar a la majoria dels desertors alemanys. Quan els britànics van ocupar el fort de Banyo van descobrir que era una posició forta, amb municions i subministraments per a una resistir un llarg setge. En el cim, els alemanys tenien porcs, ovelles i 226 caps de bestiar boví.
Amb la victòria britànica en Banyo, la resistència alemanya al nord de Kamerun estava pràcticament acabada. Les forces del nord de Cunliffe van entrar en contacte amb les forces del sud-oest de Charles Macpherson Dobell.
La captura de la fortalesa alemanya va permetre un segon assalt a Yaoundé i la fugida dels alemanys a la neutral colònia espanyola de Río Muni.